# David (Bernini)

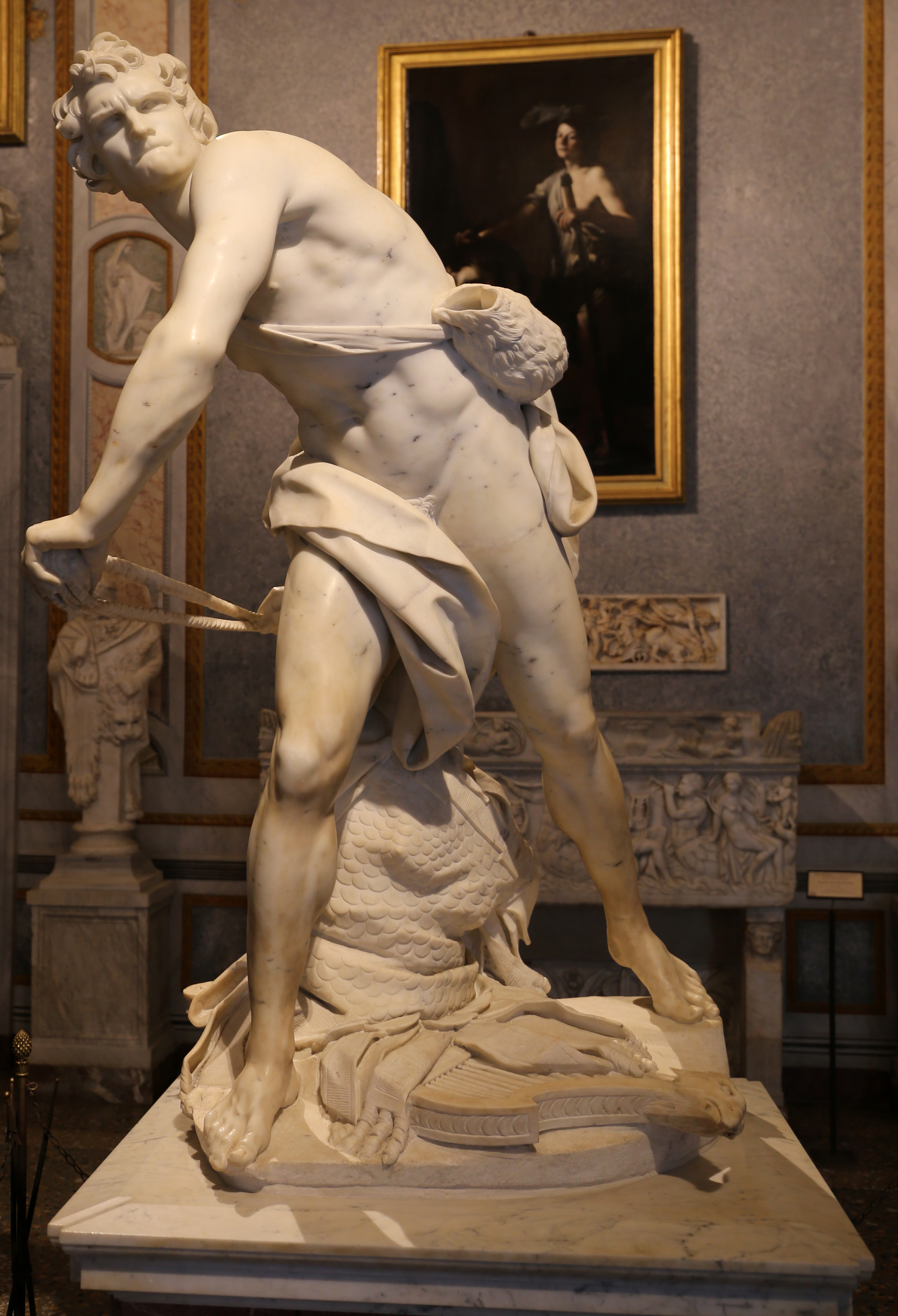
David (1623-1624)

David is een beeld gemaakt door de Italiaanse beeldhouwer Gian Lorenzo Bernini. 
Het beeld is gemaakt in opdracht van kardinaal Scipione Borghese in 1623-1624. Het staat nu in het museum Galleria Borghese in Rome. Het beeldhouwwerk is 1 meter 70 hoog en van marmer gemaakt.
Het beeld stelt David voor die de reus Goliath aanvalt met een slinger. Aan elke zijde is iets anders te zien, dit is kenmerkend voor barok. Van de voorzijde lijkt het een moment net voor het werpen van de slinger, de rechterzijde laat de bewegingen van David zien en diagonaal gezien is er een ritmische balans tussen de beweging en de pose.
Het beeld aan de achterkant is nog niet helemaal af, oorspronkelijk was het namelijk geplaatst in Kamer 1 tegen een muur. Tegenwoordig staat het beeld in Kamer 2.